# Craig Pearce

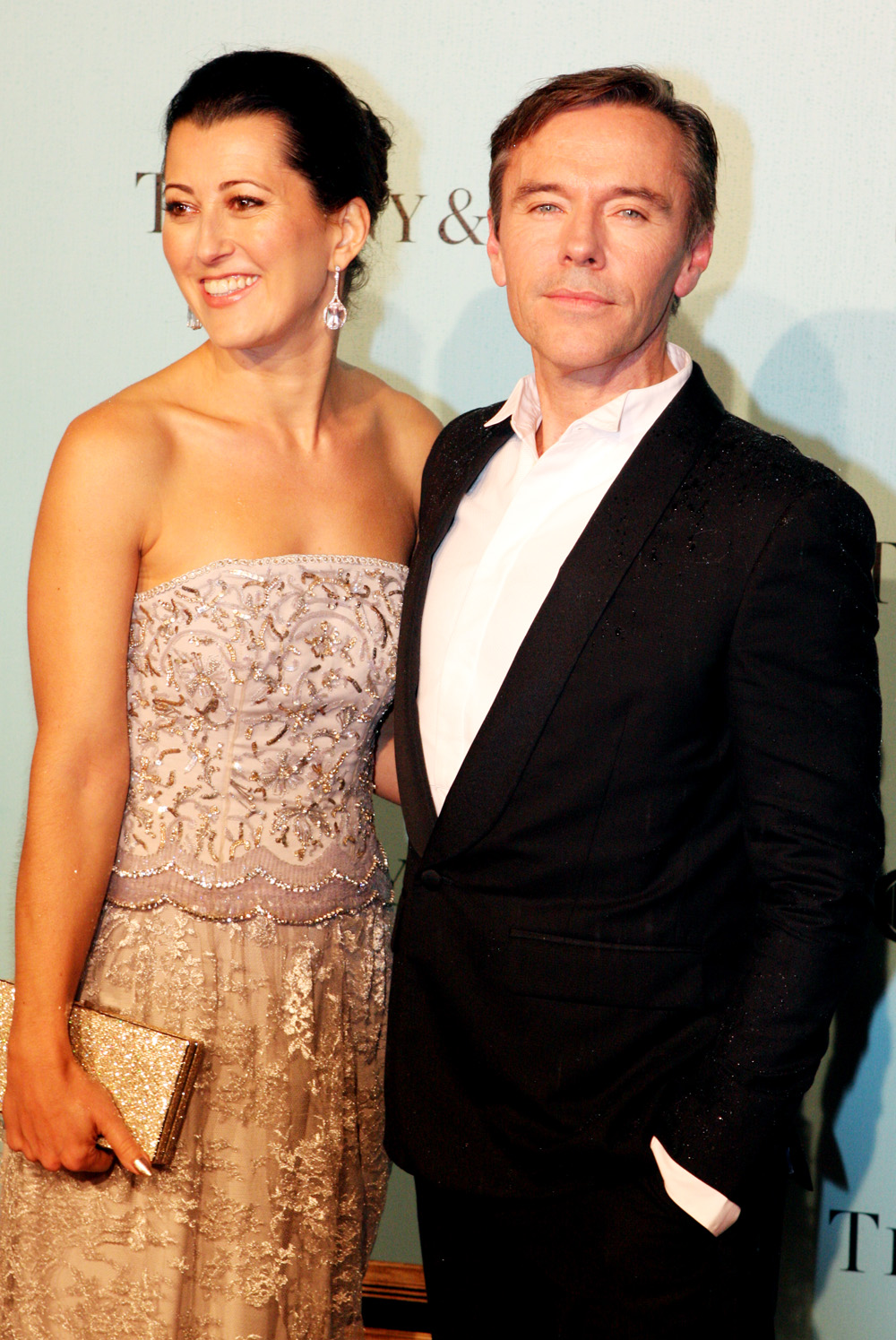
Emma Pearce et Craig Pearce en 2013

Craig Pearce est un acteur et écrivain australien.

## Biographie
Craig Pearce a coécrit la pièce Ballroom Dancing et le script de l'adaptation avec Baz Luhrmann. Il a écrit le script du film Roméo + Juliette sorti en 1996, coécrit en 2001 le film Moulin Rouge et Gatsby le Magnifique (2013), tous trois de Baz Luhrmann.

## Filmographie

### Scénariste
- 1992 : Balroom Dancing de Baz Luhrmann - coscénariste
- 1996 : Roméo + Juliette de Baz Luhrmann - coscénariste
- 2001 : Moulin Rouge de Baz Luhrmann - coscénariste
- 2010 : Le Secret de Charlie de Burr Steers
- 2013 : Gatsby, le magnifique de Baz Luhrmann - coscénariste

- 2022 : Elvis de Baz Luhrmann - coscénariste
- 2022 : Pistol de Danny Boyle - mini série

### Réalisateur
- 2016 : Will de Craig Pearce : réalisateur

## Source
- (en) Cet article est partiellement ou en totalité issu de l’article de Wikipédia en anglais intitulé « Craig Pearce » (voir la liste des auteurs).